# Vecht (Utrecht)

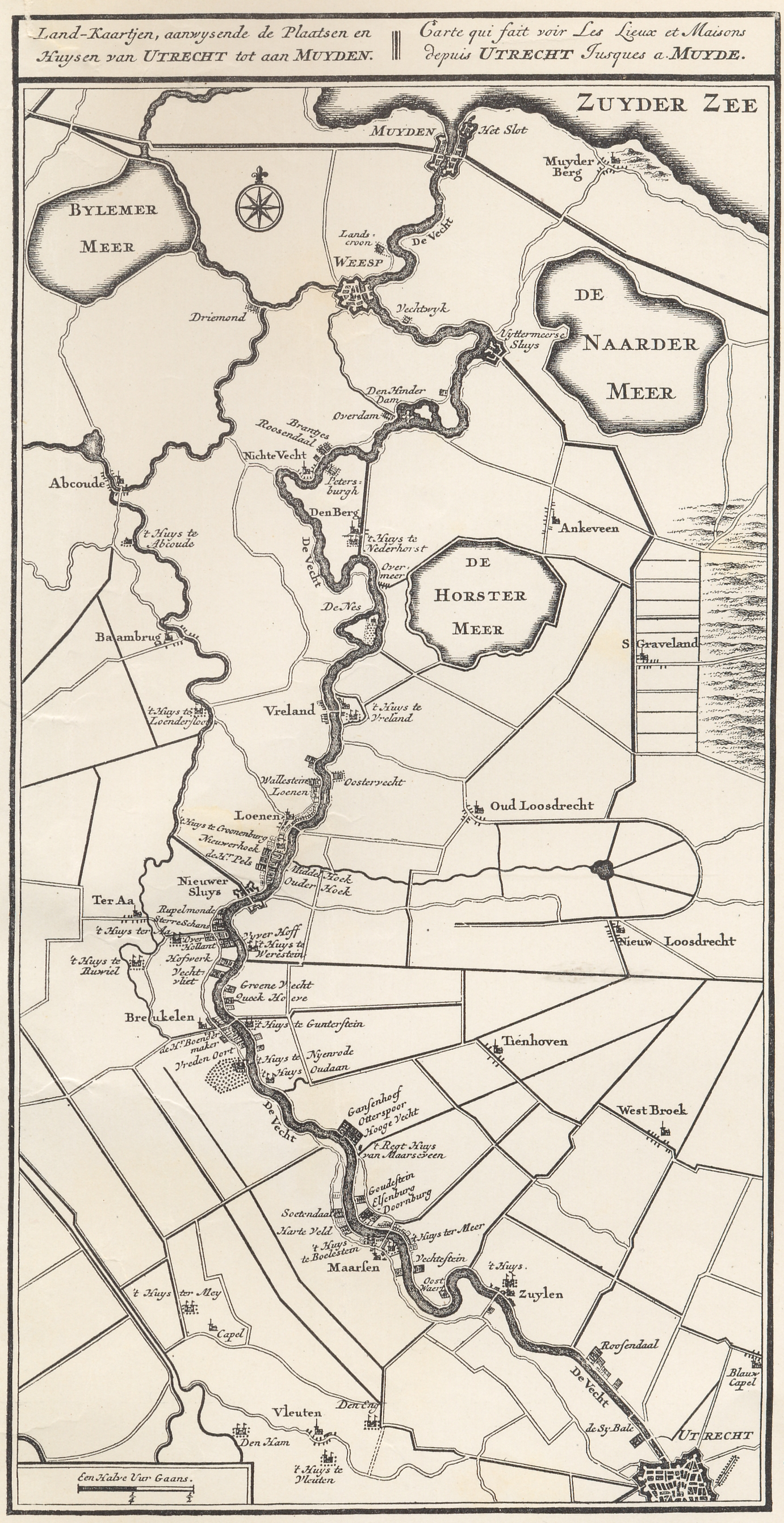
Kaart uit 1719 met onder meer kastelen en buitenplaatsen langs de Vecht.

De Vecht, ter onderscheiding van de Overijsselse Vecht soms ook als Utrechtse Vecht of Stichtse Vecht aangeduid, is een Nederlandse rivier, die door de provincies Utrecht en Noord-Holland loopt. De Vecht begint bij de Weerdsluis in de stad Utrecht en mondt zo'n 42 kilometer verder bij Muiden uit in het IJmeer. Onderweg stroomt de Vecht onder andere langs de plaatsen Maarssen, Breukelen, Loenen en Weesp.
In 1996 is het beheer en onderhoud van de Vecht door het Rijk overgedragen aan het Waterschap Amstel, Gooi en Vecht. In de Vecht is ten zuiden van Muiden tussen 2014 en 2016 het aquaduct Vechtzicht gerealiseerd. Hiermee wordt de rijksweg A1 onder de rivier door geleid.

## Geschiedenis
De Vecht ontstond rond 600 v.Chr. als deel van de Rijndelta en bovenloop van het Oer-IJ.
In de Romeinse tijd was de rivier bekend onder de naam Fectio. Het meest zuidelijke stroomgebied kenmerkte zich door de afsplitsing van de Vecht van de toenmalige Rijn ter hoogte van het Romeinse fort Fectio. Die splitsing verschoof in de loop der tijd enkele kilometers naar het noorden of wellicht zelfs bij het fort Traiectum. Naast dat fort woonde inheemse bevolking. Duidelijke archeologische sporen van bewoning in het stroomgebied daar noordelijk van ontbreken maar, aangenomen wordt dat de oeverwallen en stroomruggronden wel bewoond waren.
Na het vertrek van de Romeinen rond 270 n.Chr. volgen ongeveer vier eeuwen waarin sporen van mensen ontbreken. Gaandeweg werd ook door de uitbreiding van het Flevomeer de directe verbinding met het IJ verbroken en mondde de Vecht in dit meer, later de Zuiderzee.
De rivier was vanaf 866 tot aan Muiden in eigendom van de Sint-Martinuskerk in Utrecht. De boorden van de Vecht vielen rond dat jaartal voor een aanzienlijk deel in de gouw Nifterlake. In 1285 veroverde Floris V van Holland Muiden en Weesp op Sticht Utrecht. Het recht van de bisschop van Utrecht op de Vecht werd beperkt tot Hinderdam, iets ten noorden van de plaats Nigtevecht. De rivier stond toen niet meer in open verbinding met de Zuiderzee. Bij Breukelen was de Otterspoorsluis aangelegd, zo is gebleken uit een schouwbrief uit 1323 van bisschop Jan van Diest. Ten noorden van de Otterspoorsluis hadden de bewoners nog veel last van de Zuiderzee, de dijken moesten worden verhoogd en goed worden onderhouden wat een dure aangelegenheid was. Ten behoeve van de scheepvaart op het Duitse Rijngebied besloot de Utrechtse vroedschap in 1338 de Vecht recht te trekken van de Rodebrugbuurt tot aan de Oudegracht.
In 1437 kwamen Utrecht en Holland overeen een nieuwe sluis en dam aan te leggen bij Fort Hinderdam en de Otterspoorsluis af te breken. Op 13 april 1673 besloot Holland nieuwe zeesluizen aan te leggen bij de monding van de Vecht in de Zuiderzee bij Muiden. Al een eeuw was dit een vurige wens van Holland, maar Utrecht stemde hier niet mee in. In 1672-'73 was Utrecht bezet door de Fransen en Holland zag de kans om de plannen ten uitvoer te brengen.
In de Middeleeuwen was de Vecht een zeer belangrijke scheepvaartverbinding tussen (de voorloper van) de Zuiderzee, vanwaar Noord-Europa bereikt kon worden, en de Rijn, die onder andere toegang gaf tot wat nu Duitsland heet. Dorestad en later de stad Utrecht hadden hier hun economische bloei aan te danken. (Kleine) delen van de Vecht zijn vanaf de Middeleeuwen gekanaliseerd en/of doorgestoken.
In de 17e en 18e eeuw maakte de Vecht deel uit van de route van de trekschuit tussen Utrecht en Amsterdam. Vanwege de nog overgebleven bochten werden rolpalen langs de oevers geplaatst (zie afbeelding). Ter herinnering is op 10 september 2022, Open Monumentendag, het kunstwerk De Trekschuit van Peter Petersen onthuld in de gemeente Stichtse Vecht.
Tot de kastelen die om strategische redenen aan de Vecht werden gebouwd behoren Kasteel Nijenrode en het Muiderslot. De rivier maakte ook deel uit van de Hollandse Waterlinie.
In de 17e eeuw, de Gouden Eeuw, lieten succesvolle Amsterdamse handelaren langs de Vecht buitenplaatsen bouwen of verbouwen. Veel ervan zijn tijdens de economische malaise aan het begin van de 19e eeuw verkocht en gesloopt, maar bijvoorbeeld Gunterstein in Breukelen en Goudestein in Maarssen bestaan nog.
Vanaf de Middeleeuwen verrezen er vanaf de langs de rivier grote productielocaties van baksteen en aardewerk. Turf en klei als grondstoffen waren er eenvoudig beschikbaar. Een vroege productielocatie was de Bemuurde Weerd. Later verrezen tal van steenfabrieken langs de rivier en deze vormden menigmaal een geldbelegging naast een buitenhuis. De productie werd deels ingezet in de 17e-eeuwse uitbreiding van Amsterdam. Gaandeweg de 20e eeuw sloot de laatste steenfabriek langs de Vecht. Alleen Vecht en Rhijn ontkwam aan de sloophamer.

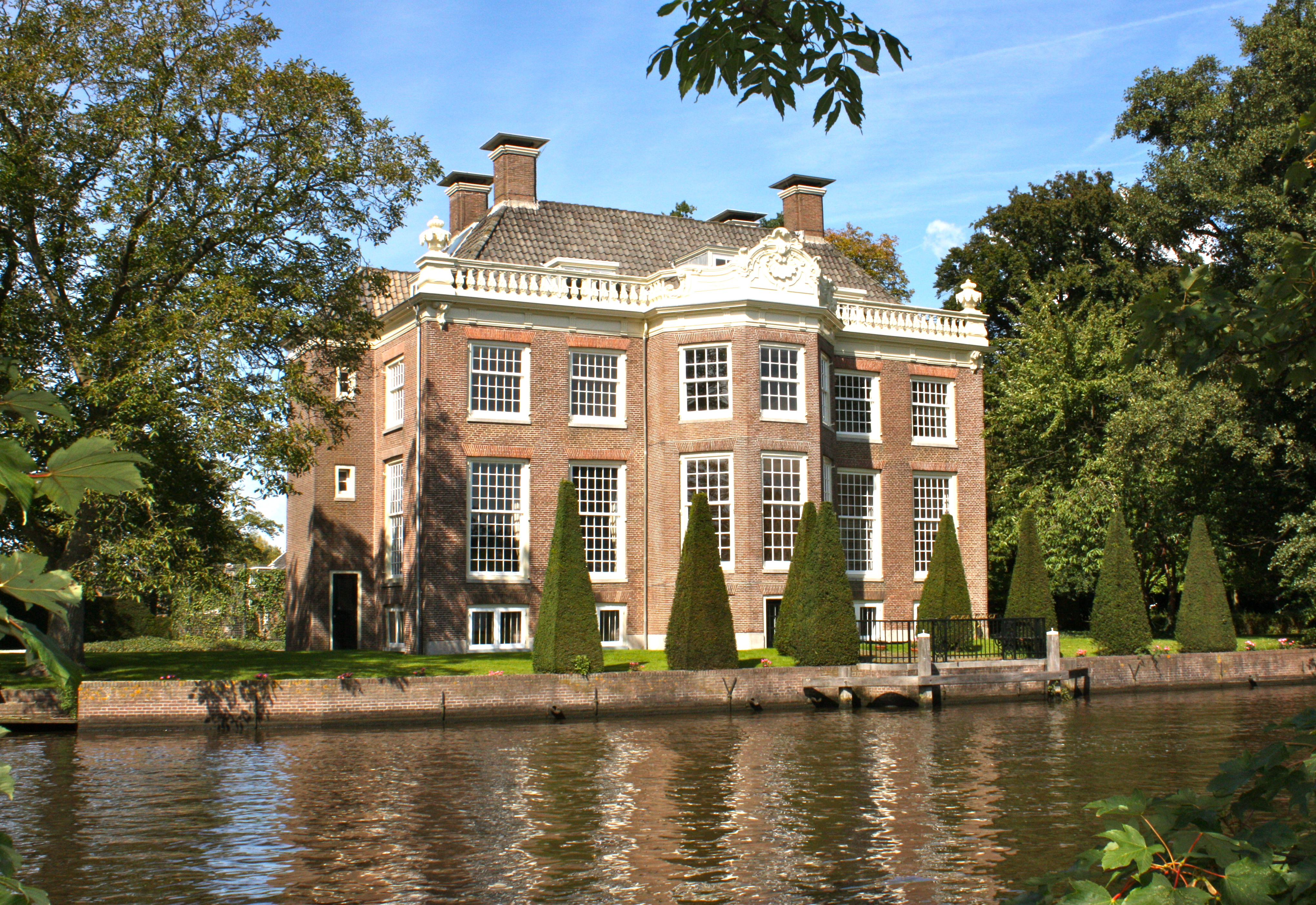
Vechtvliet, een van de tientallen kastelen of buitenplaatsen langs de Vecht
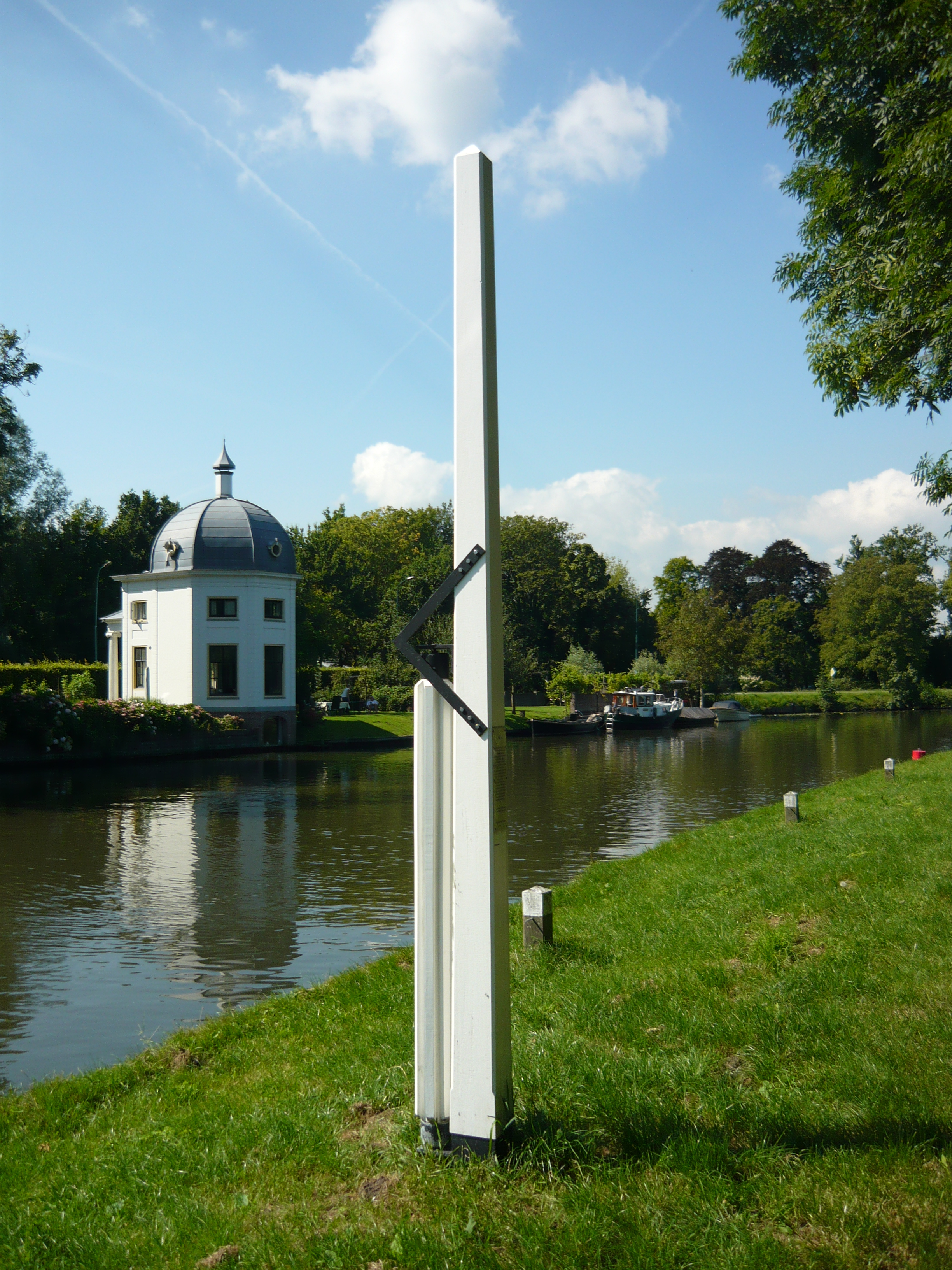
Gereconstrueerde rolpaal langs het jaagpad.
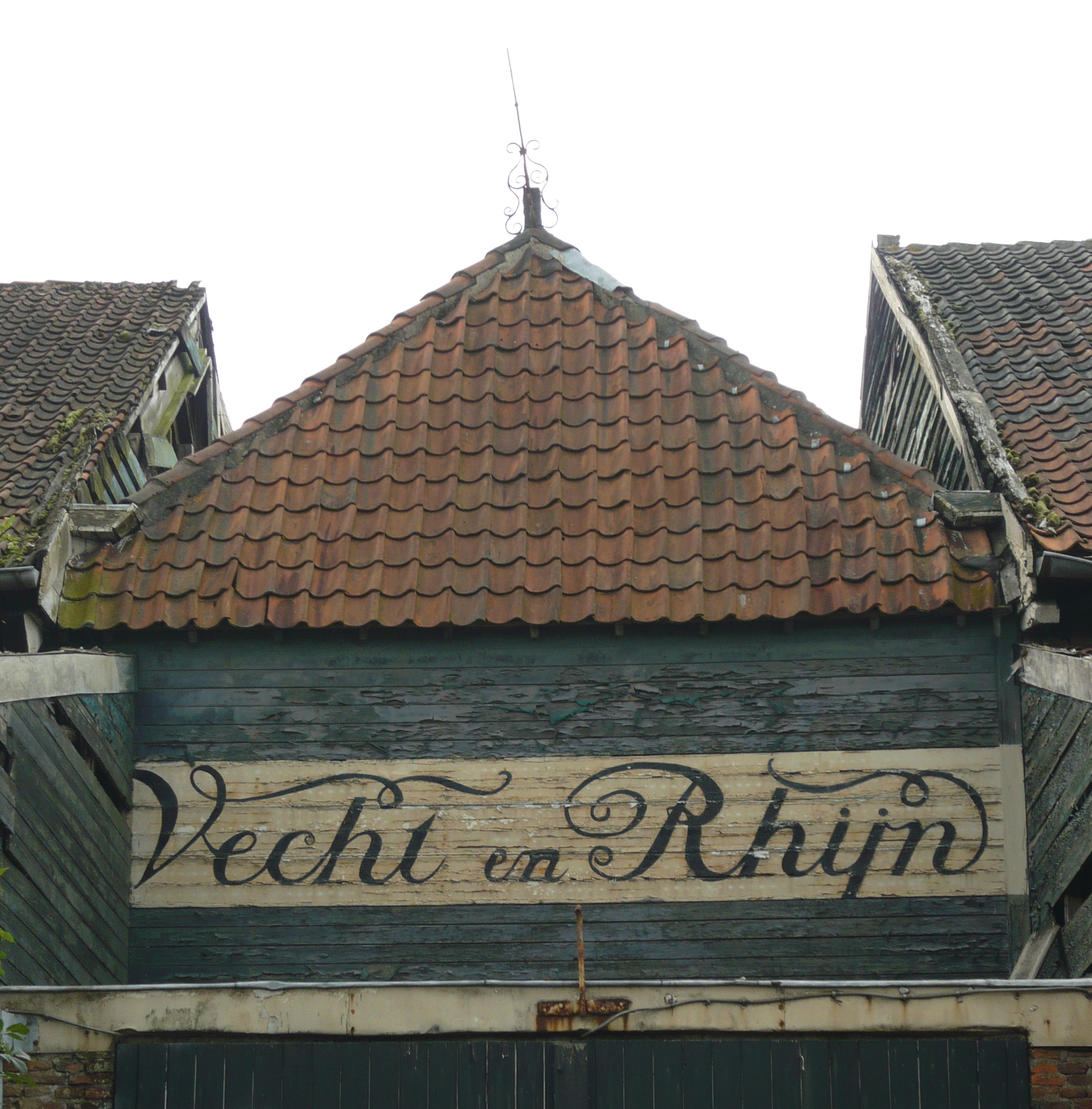
Voormalige steenfabriek Vecht en Rhijn.
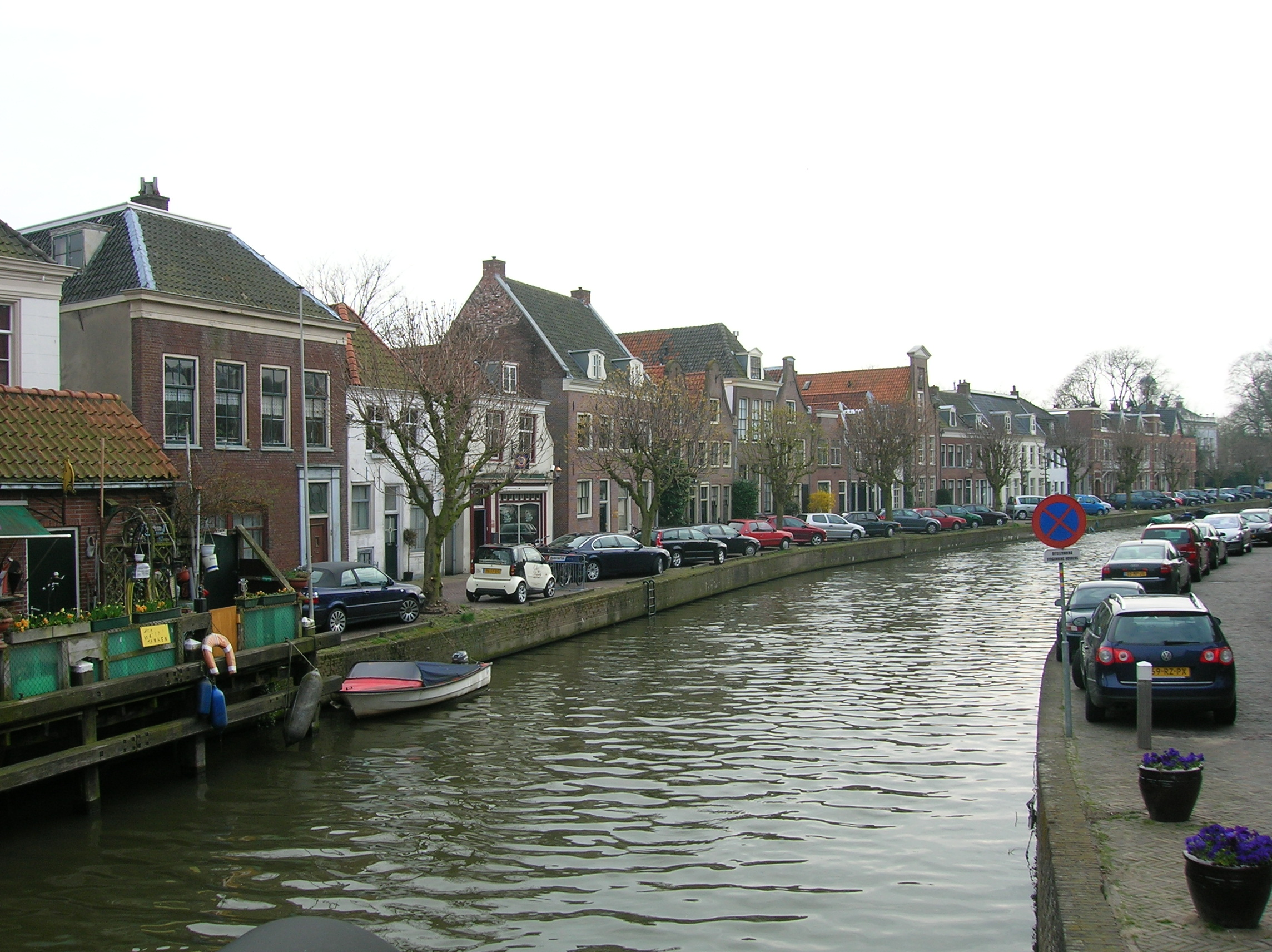
De Vecht door de dorpskern van Maarssen.
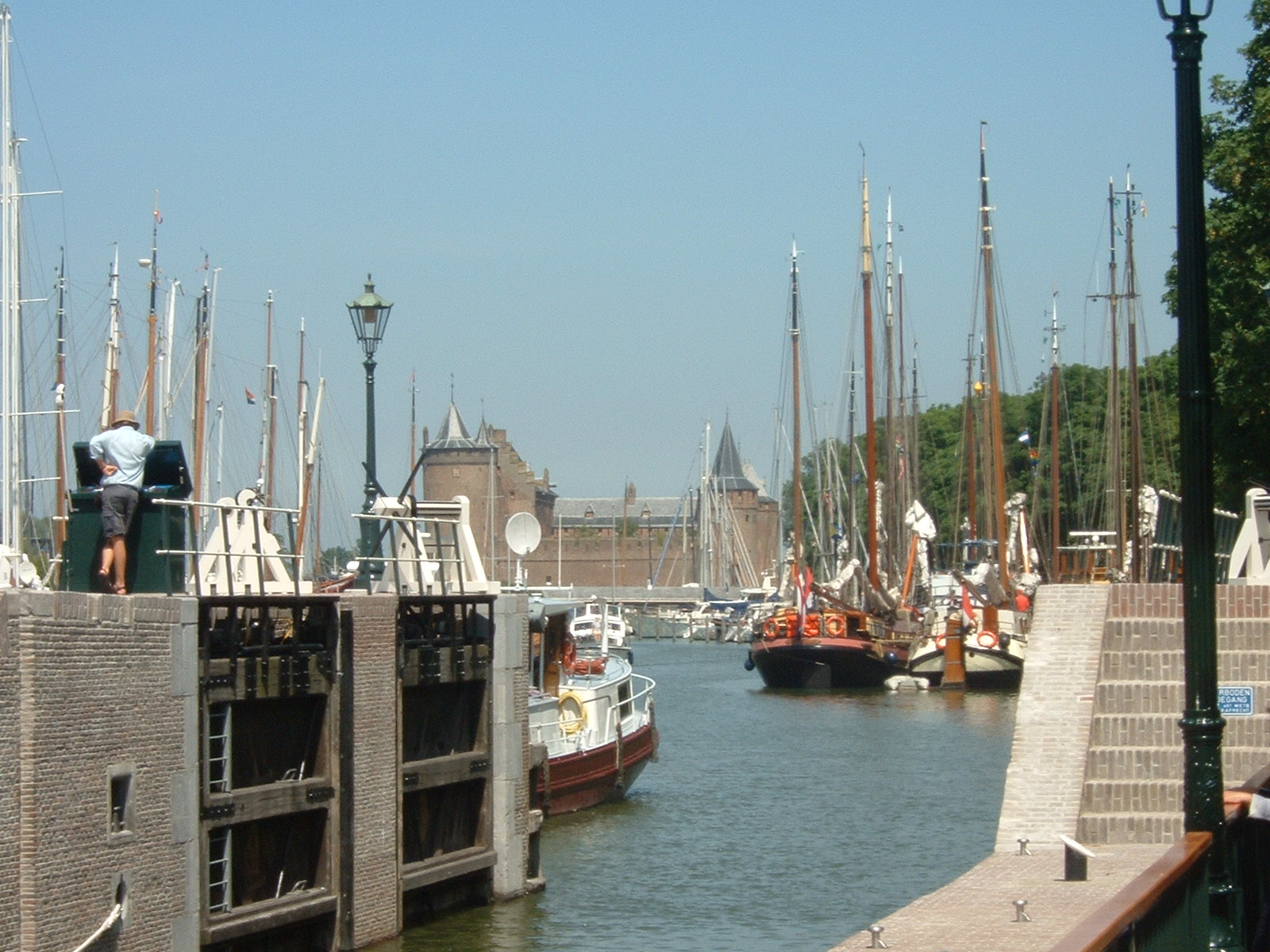
Deel van de Groote Zeesluis bij het Muiderslot.

### Stroomrichting
De Vecht is een van de weinige rivieren waarbij het water soms (gedeeltelijk) de rivier óp stroomt, doordat het water in het IJsselmeer aanzienlijk hoger staat dan dat van de Vecht bij de sluis in Muiden. Alleen bij heel hevige regen stroomt de rivier naar de monding toe.
Ter hoogte van Nigtevecht wordt gezuiverd rioolwater van de vier installaties die de Vecht vanaf Utrecht telt, in het Amsterdam-Rijnkanaal geloosd. Het water dat vanuit Muiden komt, geeft op deze plaats de nodige tegendruk.
Volgens sommigen is het onbetaalbaar om de stroomrichting volledig in de oorspronkelijke staat terug te brengen, onder meer omdat de dijken langs de Vecht verhoogd zouden moeten worden. Volgens anderen wordt de waterhoeveelheid volledig via sluizen beheerst.
Bij Maarssen ligt een oude schutsluis die de rivier met het Amsterdam-Rijnkanaal verbindt. Ook bij Nigtevecht staat de Vecht in verbinding met dit kanaal. Via Smal Weesp, een riviertje door Weesp, en het Amsterdam-Rijnkanaal is de Vecht verbonden met het Gein. Verder is er ter hoogte van Nederhorst den Berg door middel van sluis 't Hemeltje een verbinding met het Hilversums Kanaal.
In opdracht van de gemeente Stichtse Vecht vaart tussen Nigtevecht en Nederhorst den Berg ten behoeve van fietsers en voetgangers het motorveer "Kantje boord". (alleen overdag).
Sinds de aanleg van het Merwedekanaal in 1892, sinds 1952 Amsterdam-Rijnkanaal, maakt de commerciële scheepvaart gebruik van dit kanaal dat ruwweg parallel loopt aan de Vecht.

## Sanering
Als gevolg van de vele lozingen op de rivier was de waterkwaliteit lange tijd slecht. Waterplanten wilden er nauwelijks groeien, dieren kregen verontreinigende stoffen binnen en ook de waterbodem is verontreinigd geraakt.
Begin 2010 stelde Staatssecretaris Huizinga van Verkeer en Waterstaat 70 miljoen euro beschikbaar aan Hoogheemraadschap Amstel, Gooi en Vecht om de rivier te saneren. Waternet, de uitvoerende organisatie van dit waterschap, is in juli 2010 met de werkzaamheden begonnen. Daarbij werd in vijf jaar tijd zo'n 2,4 miljoen m3 verontreinigd baggerslib van de bodem verwijderd. De sanering bestaat uit het baggeren van de volle 42 kilometer van de Vecht, gevolgd door Smal Weesp, de Gaasp en de Weespertrekvaart. De drie rioolwaterzuiveringsinstallaties, die lozen op de Utrechtse Vecht, worden ook aangepast. Al deze maatregelen resulteren in een diepere en schonere Vecht. De waterkwaliteit wordt beter wat op termijn zal leiden tot meer planten- en dierensoorten en ook de doorvaart verbetert. Rond 2015 werd het project afgerond en de totale kosten waren 82 miljoen euro inclusief het saneren van enkele zijriviertjes.

## Watersport

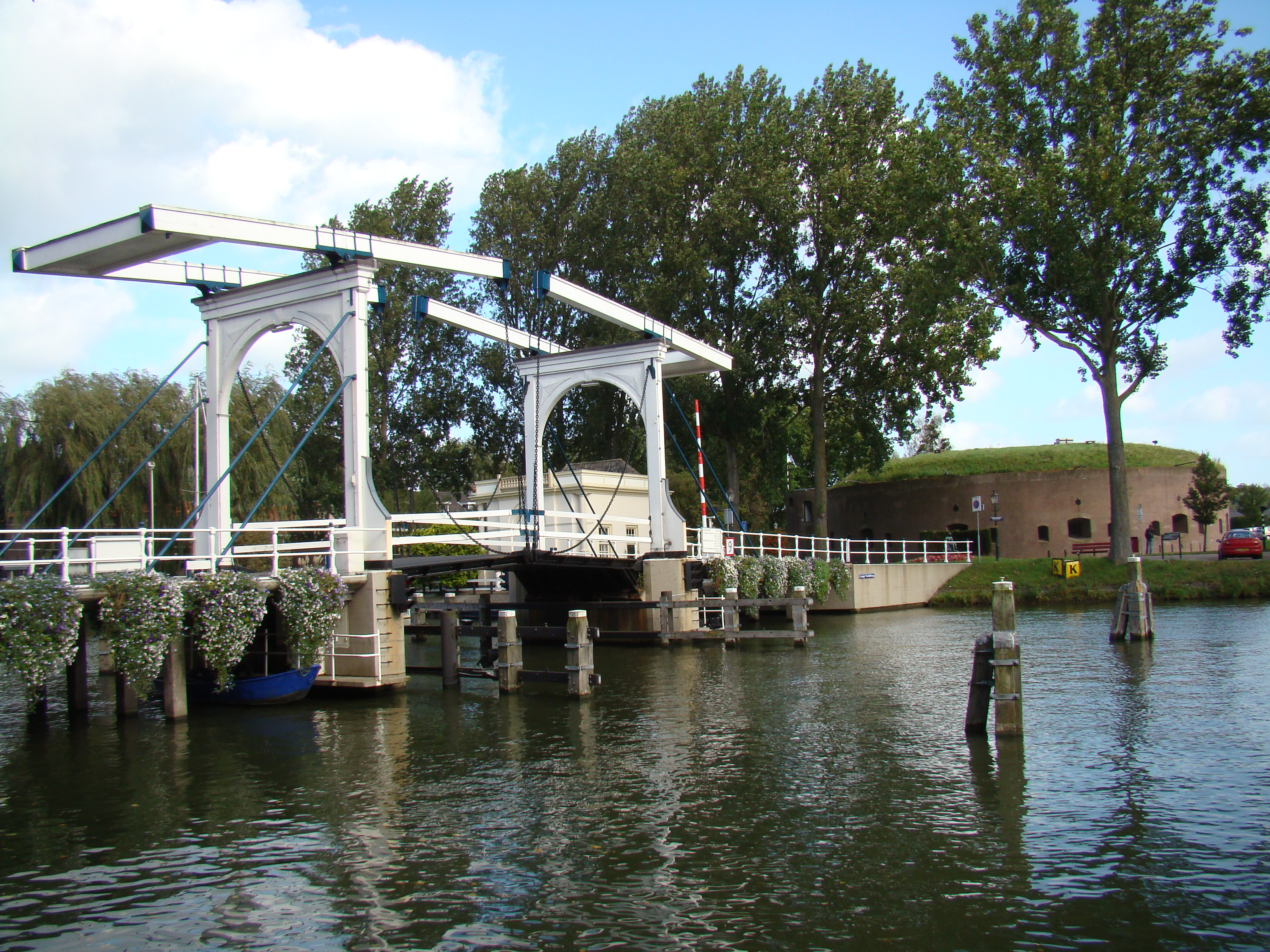
De Lange Vechtbrug, een van de circa 24 bruggen over de Utrechtse Vecht.

De rivier heeft een brede bedding en lage stroomsnelheid, bovendien staan er veel kastelen, buitenplaatsen en theekoepels langs het water, waardoor deze goed geschikt is voor recreatieve vaart.
Er zijn weinig sluizen in de rivier, maar wel ongeveer 24 bruggen. Een aanzienlijk deel daarvan heeft een beperkte doorvaarthoogte en wordt bediend voor de vaartuigen over de rivier. De spoorbrug bij Weesp levert de grootste vertraging op voor de scheepvaart. Er loopt een onderzoek om deze significant minder vaak te openen, ten einde meer treinen van Almere naar Amsterdam mogelijk te maken. Als de spoorbrug het grootste deel van de dag dicht gaat, kunnen zeilboten en motorjachten met een hoge kajuit niet meer door de Utrechtse Vecht bij Weesp varen. Voor zeilboten is er geen andere route om van Utrecht naar het IJmeer te varen. Kajuitjachten zouden moeten omvaren over het Amsterdam-Rijnkanaal, maar Rijkswaterstaat probeert juist al jaren om de pleziervaart van dit kanaal voor de beroepsvaart te weren door omleidingen over de Vecht aan te geven.